# Grupa Carme
Grupa Carme je grupa Jupiterovih prirodnih satelita sa sličnim parametrima orbite (vidi tablicu desno).  Samo jedan satelit izlazi iz okvira grupe i ima ekscentricitet izvan (0.4295) raspona od 0.23 do 0.27.
Ova grupa spada među Jupiterove retrogradne nepravilne satelite.
Grupa ima 17 članova. Redom od Jupitera prema vani, to su:
- S/2003 J 17
- S/2003 J 10
- Pasithee
- Chaldene
- Arche
- Isonoe
- Erinome
- Kale
- Aitne
- Taygete
- S/2003 J 9
- Carme (najveći satelit, po njemu se zove grupa)
- S/2003 J 5
- S/2003 J 19
- Kalyke
- Eukelade
- Kallichore

Satelit S/2003 J 10 se od ostatka grupe razlikuje po tome što ima znatno veći ekscentircitet od ostatka grupe - 0.4295. Osim ove iznimke, grupa je iznimno homogena, što vjerojatno ukazuje na to da je nastala relativno nedavno (na geološkoj skali vremena).
Međunarodna astronomska unija zadržava pravo da sve retrogradne satelite (pa tako i ovu grupu) imenuje na način da njihova imena završavaju na -e.